# HEC Paris Innovation & Entrepreneurship Center

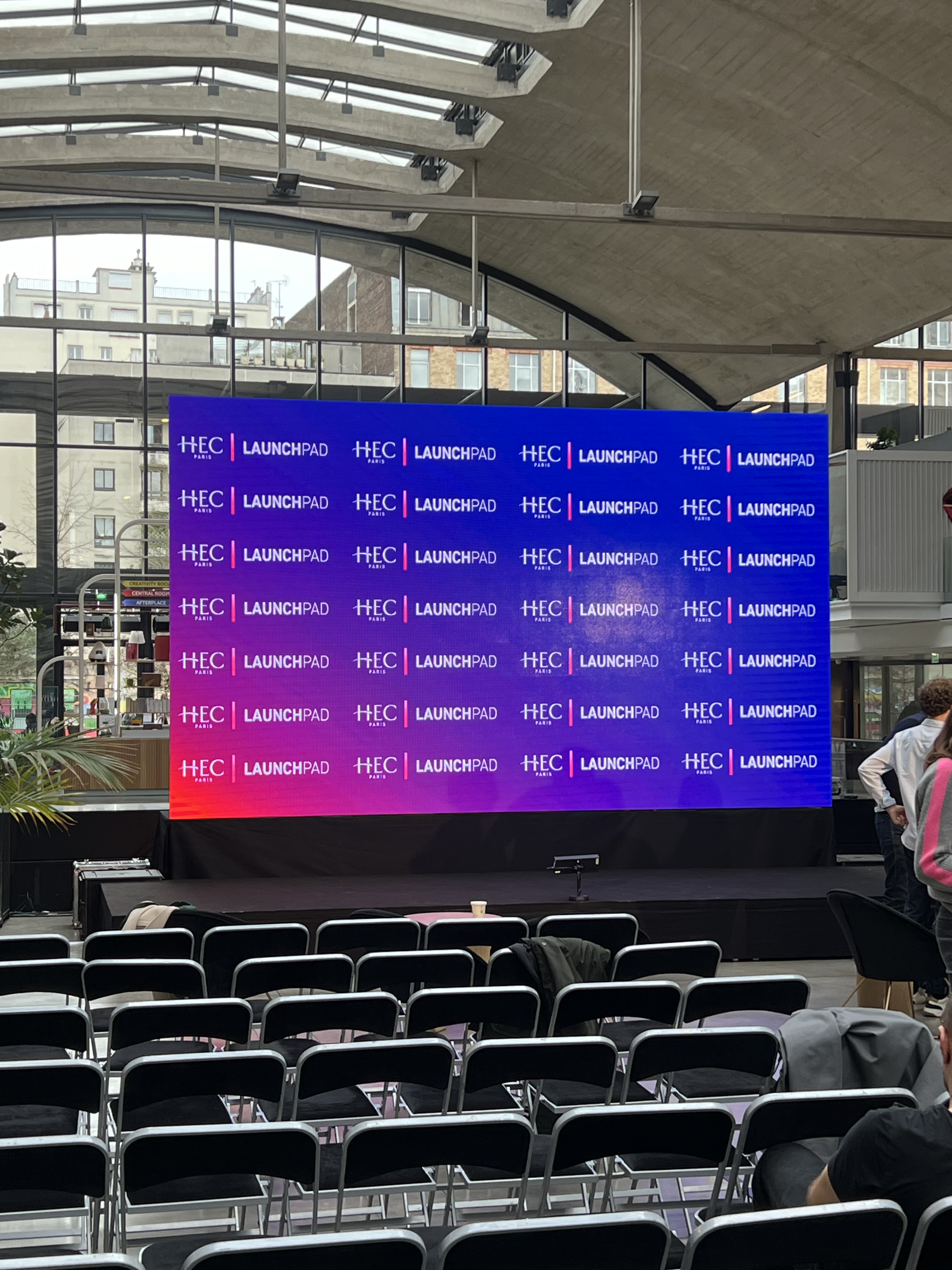
HEC Paris Startup Launchpad Demo Day 2024 az Station F

HEC Paris Innovation & Entrepreneurship Institute egy központ, amelyet az innováció és a vállalkozói szellem népszerűsítésére hoztak létre a HEC Paris-nál.

## Részletek
A központ az Station F része, és Párizsban és Jouy-en-Josasban is található. Körülbelül 500 diák vesz részt a tanév mindhárom fokozatában (Master of Science X-HEC Entrepreneurs; Master of Science in Innovation and Entrepreneurship és Executive Master of Science in Innovation and Entrepreneurship). A központ együttműködik a Institut polytechnique de Paris (pontosabban az École polytechnique-kel) és a Coursera-val. A központon keresztül oktatott kurzusok közé tartozik a kreativitás, a globális vállalkozói készség, az új vállalkozások létrehozásának módszertana, a rendszerszervezés, a vállalkozói marketingstratégia, a vállalkozói értékesítés és a szociális vállalkozás témaköre.
A központban számos program van egyetemi és posztgraduális hallgatók, valamint professzorok számára a vállalkozói koncepció népszerűsítésére. A központ számos kezdeményezése növelte a vállalkozói szellem és az innováció iránti tudatosságot Jouy-en-Josas közösségében és az egész országban.
Az intézet a negyedik helyen áll a Financial Times „Europe's leading start-up hubs” 2025-ös rangsorában.